# Iáia ibne Saíde Alharaxi
Iáia ibne Saíde Alharaxi (em árabe: يحيى بن سعيد الحرشي; romaniz.: Iahia ibn Sa'id al-Haraxi) foi um comandante militar e oficial do século VIII Califado Abássida. Serviu como governador de várias províncias durante sua carreira, incluindo Egito, Armênia e Moçul.

## Vida

### Origens
As fontes fornecem detalhes diferentes sobre o nome e as origens de Iáia. Historiadores como Iacubi e Azedi o chamam de "Iáia ibne Saíde Alharaxi", enquanto Atabari omite o patronímico e apenas se refere a ele como "Iáia Alharaxi". Autores egípcios como Alquindi e ibne Tagribirdi, por outro lado, descrevem-no como "Iáia ibne Daúde Alcarci", mas os orientalistas Eduard von Zambaur e Patricia Crone consideram a última forma uma provável corrupção de seu nome real.
Crone identifica Iáia como um descendente de Saíde ibne Anre Alharaxi, um general árabe e governador do Coração pelo Califado Omíada.[a] Alquindi, fornecendo um pano de fundo variante, afirma que Iáia era descendente de um pai turco e uma mãe que era tia do rei do Tabaristão, e que ele e seus irmãos foram escravos do comandante coraçane Ziade ibne Abderramão Alcoraixi. Ibne Tagribirdi, escrevendo muito mais tarde, menciona que foi considerado um membro do "povo do Coração" ou daqueles de Nixapur.

### Carreira
Iáia é conhecido por ter estado ativo durante os reinados dos califas Almadi (r. 775–785) Harune Arraxide (r. 786–809). Durante esse período, foi destacado para vários governos provinciais, incluindo sobre Ispaã (780), Tabaristão, Ruiã e Gurgã (781–784), e Jibal (c. 800). Em 779, foi nomeado por Almadi como governador do Egito, com autoridade tanto sobre orações / segurança (salá) quanto sobre tributação (caraje). Ao chegar à província, descobriu que estava sofrendo de um estado de ilegalidade e, portanto, iniciou uma campanha para restaurar a ordem, com o objetivo de matar ladrões de estradas e aumentar a segurança nos espaços públicos. Suas medidas foram impopulares, mas eficazes, e ibne Tagribirdi comentou mais tarde que "teria sido [considerado] um dos melhores governadores do Egito se não fosse por sua severidade". Permaneceu na província por treze meses antes de ser demitido em favor de Salim ibne Sauada Atamimi.[b]
Em c. 794, Iáia e Iázide ibne Maziade Axaibani foram selecionados por Harune Arraxide para liderar uma grande campanha contra as províncias da Armênia e Azerbaijão, que haviam caído nas mãos dos rebeldes. Iáia, com 12 000 homens sob seu comando, invadiu o Azerbaijão, onde derrotou os rebeldes locais e pacificou a região. Então avançou contra Bailacã e venceu outra batalha contra um exército insurgente enviado contra ele; a cidade posteriormente se rendeu e ele ordenou que sua fortaleza fosse destruída. Após um novo surto de agitação na Armênia em 795, Iáia foi nomeado por Harune como seu governador e instruído a lidar com a situação; após sua chegada, "desencadeou a espada" sobre o povo e, por fim, os distúrbios foram sufocados.
Em 796, foi nomeado governador de Moçul e recebeu jurisdição sobre sua segurança (harbe) e finanças. Durante seu governo, implementou uma série de medidas duras e impôs vários anos de impostos atrasados sobre a população. Muitos residentes fugiram do distrito para o Azerbaijão ou se voltaram para o nomadismo como resultado, fazendo com que várias aldeias se tornassem despovoadas e caíssem em ruínas. As regiões remotas do distrito também foram assediadas por ladrões de rodovias, o que impediu a cobrança de impostos até que Iáia tomou medidas para conter suas atividades. Após um mandato de aproximadamente dois anos no cargo, foi substituído por Hartama ibne Aiane. De acordo com Almacrizi, Iáia pode ter mais tarde acompanhado o futuro califa Almamune durante a viagem deste último a Marve em 809.